# Mičio Jamauči
Mičio Jamauči (山内 道雄, Jamauči Mičio, * 23. října 1950, prefektura Aiči) je japonský pouliční fotograf se zaměřením na humanistickou fotografii se sídlem v Tokiu.

## Životopis
Mičio Jamauči se narodil v horské vesnici v Nišimikawa, Aiči (v současnosti součást města Tojota) 23. října 1950. Studoval na katedře literatury na univerzitě Waseda a po absolvování ve 29 letech nastoupil do noční školy na Tokyo School of Photography (nyní Tokijská škola fotografie.
V roce 1982, ve stejném roce, kdy absolvoval Tokijskou školu fotografie, se Jamauči zúčastnil nezávislé galerie známé jako Image Shop CAMP (イメージショップ CAMP). Během této doby, Jamauči studoval u fotografa Daidó Morijamy. Poté strávil více než 10 let jako fotograf na volné noze, hlavně se účastnil nezávislých galerií, kde vystavoval fotografie, které pořídil v Tokiu. Jamauči se nakonec zaměřil na vydávání knih o svých fotografiích poté, co vydal „To People“ (人へ, hito e) a "Město" (街, mači). Od tohoto okamžiku Jamauči, zatímco pokračoval ve fotografování v Tokiu, začal směřovat také do zámoří.

## Ocenění
V roce 1997 získal Jamauči 22. cenu Ina Nobuo za svou výstavu „British Territory Hong Kong“ (英領HONGKONG , eirjó hongkong) v salonu Ginza Nikon v japonském Tokiu. Poté, v roce 2011, obdržel 20. cenu Hajaši Tadahiko za svou výstavu a fotoalbum s názvem „Keelung“ (基隆, kiirun) Toto ocenění (林忠彦賞) uděluje každoročně město Šunan a Muzeum umění a historie města Šunan, které bylo zahájeno v roce 1992 na počest fotografa Tadahiko Hajašiho.

## Sbírky
Jamaučiho sbírky lze vidět v Tokijském metropolitním muzeu fotografie, v muzeu umění a historie města Šunan, v salonu Nikon a na dalších místech po celém Japonsku.

## Samostatné výstavy
- 1982 – Noraneko - Toulavé kočky (野良猫, noraneko), Image Shop CAMP, Šindžuku, Tokio

Děti (こども, kodomo), Image Shop CAMP, Šindžuku, Tokio
- 1983 – Tokio vol. 1 - vol. 10 (東京, tókjó), únor 1983 - únor 1984, Image Shop CAMP, Šindžuku, Tokio
- 1984 – Tokio, that one (東京、其の壱, tókjó sonoiči), Minolta Photo Space (v současné době Konica Minolta Plaza), Šindžuku, Tokio[7]
- 1985 – "Tokio, Šowa rok 60, srpen" (東京、昭和６０年８月, tókjó, šówa rokudžjúnen hačigacu), Minolta Photo Space, Šindžuku, Tokio
- 1986 – "Tokio, únor '83 až únor '86" (東京1983.2-1986.2 , tókjó 1983.2-1986.2), Galerie Olympus,[8] Město Kandaogawa, Tokio
- 1992 – "Lidem" (人へ, hito e), Minolta Photo Space
- 1994 – " Šanghai Summer" (上海の夏, shanhai no natsu), Salon Ginza Nikon, Ginza, Tokio
- 1997 – „Britské území Hong Kong “ (英領HONGKONG , eiryō hongkong), Salon Ginza Nikon, Ginza, Tokio
- 1999 – " Waikiki ", salon Ginza Nikon, Ginza, Tokio
- 2002 – "Tokio,東京", Ginza Nikon Salon, Ginza, Tokio
- 2004 – Kalkata (Indie), Konika Minolta Plaza, Šindžuku, Tokio
- 2005 – "Holiday" (Waikiki), nezávislá galerie, Galleria Q (v současné době 3rd District Gallery[9]), Šindžuku, Tokio
- 2008 – "Tokio", Sokjuša (nezávislá galerie a knihkupectví), Šindžuku, Tokio[10]
- 2010 - "Tokio", prosinec 2009 (東京 2009.12), tókyó 2009.12), Galerie 3. okresu (nezávislá galerie), Šindžuku, Tokio[11]

Ťi-lung (基隆, kiirun), Sokjuša, Šindžuku, Tokio
- 2012 – "Lidem II" (人へII , Hito e, hito e ni), Sekka Borderless Space, Nezu, Tokio[12]

## Knihy
- City (mači), Sokjuša, 1992[13]
- Lidem (hito e), samostatně publikováno, 1992[14]
- Šanghaj (šanhai), nezávisle zveřejněno, 1995[15]
- "Hong Kong", Sokjuša, 1997 Hong Kong [online]. Dostupné online.[nedostupný zdroj]
- Noraneko – Toulavé kočky ([16], noraneko), Krtek, ISBN 4-938628-33-3, 1999
- TOKIO, Tokio ([17], tókyó, tókyó), Wise Publishing, ISBN 4-89830-150-9., 2003
- "Calcutta", Sokjuša, 2003[18]
- Svátek "Waikiki", vydavatelství YK, 2005
- Tokyo Up Close, Galerie Rathole, 2008[19]
- Tokio 2005-2007 ( Archivovaná kopie [online]. [cit. 2023-04-22]. Dostupné v archivu pořízeném dne 2016-03-03., tókyó 2005-2007), Sokjuša, 2008
- Keelung (kiirun), Grafika, ISBN 978-4-903141-12-1, 2010[20][21]
- Tokio 2009-2010 (tókyó 2009-2010), Sokjuša, 2012[22]
- Lidem II ( Archivovaná kopie [online]. [cit. 2023-04-22]. Dostupné v archivu pořízeném dne 2016-03-03., hito e ni), Sokjuša, 2012
- DHAKA Tokyo-kirara ša Co., Ltd 2015

## Další publikace/zmínky
- 1984 - Tokio oznámilo, Camera Mainiči (časopis vydávaný Mainiči Šimbun), září 1984, str. 151–174.
- 1985 – Pouliční průběžná publikace, Camera Mainiči, leden až duben 1985.

Publikované snímky, Šašin Seikatsu (měsíčník vydávaný Tacumi Publishing)
- 1986 – Vystaveny fotografie, Tokijská encyklopedie lidí (výstava fotografií na památku měst přátelství Tokia 東京人間図鑑), Paříž

Record Tokyo (記録東京, kiroku tókyó), FACE a NEW FACE v Šašin Jidai (měsíčník vydávaný Byakuya Šobo)
- 1987 - Fotografie vystaveny, nové fotografické možnosti, Setagaja Art Museum
- 1990 – Vystaveny fotografie, japonské (日本人) projektované Japonskou nadací, Moskva, Thajsko atd.
- 1993 - Fotografie vystaveny, Breda Photographica (Asahi Camera, říjen 1993, str. 120), Holandsko
- 1997 – Kritika, fotografická paměť (写真的記憶) od Kazuo Nišii, str. 179–180, s. 305–307. seikjuša, ISBN 4-7872-7072-9.
- 1998 – vystavené fotografie, automobilová kultura 20. století, Kiyosato Museum of Photographic Arts, Jamanaši, Japonsko[23]
- 2007 - Vystaveny fotografie, Nové kolekce: Vol. 1, Tokijské muzeum fotografie, Ebisu, Tokio[24]

Zobrazené fotografie, Portréty Šowy: 1945-1989, Tokijské muzeum fotografie, Ebisu, Tokio. Průvodce je Šouwa no fukei (昭和の風景), str. 180–181.
Rozhovor, Asahi Camera, listopad 2007, s. 235
- 2008 - Fotografie zveřejněny, nyní je zajímavá fotografie v Capa (měsíčník vydavatelství Gakken), říjen 2008, str. 126–129.
- 2010 – Vystaveny fotografie, Portréty 20. století: Všechny fotografie jsou portréty, Metropolitní muzeum fotografie v Tokiu
- 2011 – Fotografie vystaveny, Dětské scény: Sbírka původních scén III. části, Metropolitní muzeum fotografie v Tokiu. Průvodce je Kodomo no joukei, (こどもの情景), str. 137.[26]

Fotografie zveřejněny, 30 let momentkové fotografie v Capa, říjen 2011, s. 78-79.
Zobrazené fotografie, 20. výstava pamětní fotografie příjemce ceny Tadahiko Hajaši, Muzeum umění a historie města Šunan, Jamaguči, Japonsko
- 2012 – vystavené fotografie, výstava k 20. výročí Tadahiko Hajaši Award, Městské muzeum Kawasaki, Kanagawa, Japonsko

Fotografie zveřejněny, To People II v Nippon Camera, listopad 2012, str. 90-96.